# Calea ferată Titu-Târgoviște-Pietroșița
Calea ferată Titu–Târgoviște–Pietroșița (linia 104) este o cale ferată secundară din România ce face parte din Magistrala CFR 100.
Are o lungime de 66,9 km, este neelectrificată, dublă pe distanța Titu–Teiș Hm., simplă pe distanța Teiș Hm.–Pietroșița.
Pe această cale ferată circulă doi operatori, CFR Călători și Transferoviar Călători. 
Începând de la data de 13 decembrie 2020, Transferoviar Călători oferă călătorii pe întreaga cale ferată, oferind cinci călătorii pe zi. CFR Călători nu circulă decât pe tronsonul Titu–Târgoviște de nouă ori pe zi, nemaicirculând pe tronsonul Târgoviște–Pietroșița din 2019. În total, ambii operatori oferă 14 călătorii pe zi.
Viteza maximă pe întreaga cale ferată este de 100 km/h. Având în vedere durata călătoriilor în raport cu distanța, viteza medie pe tronsonul Titu–Târgoviște a ambilor operatori este de ~45 km/h, iar pe tronsonul Târgoviște–Pietroșița este de ~30 km/h la operatorul Transferoviar Călători.

## Istoric
În 1872 încep să se oprească primele trenuri la gările Titu și Găești, care legau București de Pitești. În 1882, printr-un decret dat de Ministerul de Război, se începe extinderea căii ferate, care avea să înceapă de la Titu, și să continue până la Târgoviște. Construcția căii ferate a fost realizată în perioade aprilie–septembrie / octombrie, începând astfel amplasarea primilor 32 de km de calea ferată. Inițial, scopul inaugurării căii ferate a fost pentru transport de piatră din zona Munțiilor Leaota și din Bucegi, dar și a cărbunelui din Șotânga și Doicești.
Construcția a avut loc între 1882 și 1884 și trecea prin Bănești, Nucet, Cazaci, Văcărești și ajungând în Târgoviște. Gara inițială din Târgoviște a funcționat până în 1907, până când a fost ridicată clădirea actuală. Lucrările au fost asigurate de direcția generală CFR, fiind condusă de inginerul George Cantacuzino la vremea aceea.
În 1890, la 6 ani după inaugurarea tronsonului Titu–Târgoviște, se începe extinderea căii ferate către Vulcana-Pandele. În 1894, calea ferată se prelungește din nou, de la Vulcana Pandele către Pucioasa.
Între începutul anului 1899 și 1900, la Fieni, se inaugurează o cale ferată cu un ecartament îngust de doar 760 mm în scop de transport forestier. Această cale ferată îngustă este încă folosită de către Fabrica de Ciment Heidelberg Materials din oraș.
În 1912, după 18 ani, calea ferată este extinsă din nou de la Pucioasa cu încă 14 km, oprindu-se în Pietroșița. Între 1900 și 1912 au mai existat câteva ramificații a căii ferate precum Fieni–Runcu și Moroeni–Sinaia, acestea fiind desființate în anii 1960.
În 1982, după câteva extinderi și ramificații eșuate sau închise a căii ferate, una din singurele reabilitări notabile a fost dublarea căii ferate pe tronsonul Titu–Târgoviște.

### Tronsonul Târgoviște–Pietroșița
În ciuda faptului că CFR S.A. a investit în această linie, precum o investiție de 9 milioane de lei în Pietroșița în 2013, acest tronson a fost închis de mai multe ori din cauza lipsei de rentabilitate.

#### Prima închidere
La data de 15 mai 2013, CFR, printr-o decizie a Ministerului de Transporturi, anunță încetarea transportului de călători pe tronsonul Târgoviște–Pietrosița, decizie care a fost pusă în vigoare pe 1 iunie. Motivul invocat a fost lipsa de rentabilitate a acestui tronson, și faptul că „acea zonă aduce mai multe pierderi decât câștiguri”. Transportul de marfă nu a fost afectat și a continuat să opereze.
Decizia a avut ca efect pierderea a 300 de angajați ai CFR din Dâmbovița. De asemenea, CFR a scos la licitație acest tronson, dar și preluarea celor 300 de angajați de către câștigătorul licitației.
Renunțarea la tronson ca urmare a deciziei CFR a stârnit controverse la adresa CFR în rândul șefilor de gări și a mai multor politicieni din Dâmbovița. 
Primarul Pietroșița, Ion Leonard Dicu, se temea de următoarea lovitură a hoților care urmau să fure și liniile ferate amplasate, care se zvonea că se planifică de o săptămână acest furt, după ce cu o zi înainte ca CFR să declare decizia, sute de metri cub de cabluri de telefon au fost furate pe ruta Fieni–Pietroșița.
Șeful gării Fieni, Laurențiu Antim, consideră această decizie dată de CFR ca fiind „luată, cred eu, dintr-un birou, din pix, fiindcă cei din CFR Călători nu știu realitate de pe teren”. De asemenea, Laurențiu Antim comentează faptul că numărul redus de pasageri este din pricina faptului că trenurile care circulă pe acest tronson au un orar arbitrar, „puse doar pentru plimbare”, care „nu respectau niciun program”, mulți călători neavând posibilitatea să se folosească de trenuri pentru a putea face naveta la muncă, școală ș.a.m.d din această cauză.
Liderul sindicaliștilor CFR Dâmbovița, Liviu Stanciu, consideră că traseul era unul rentabil, considerând că CFR ar pierde bani din această alegere, adăugând faptul că „numai la stația Pucioasa, anul trecut, s-au vândut legitimații de călătorie în valoare de 120.000 de lei”.
Timp de 2 ani, gările de pe tronsonul Târgoviște–Pietroșița rămân să fie închise. În această perioadă, a existat un neinteres a operatorilor feroviari și al statului român față de liniile ferate secundare. Singura susținere financiară realizabilă pentru această porțiune putea veni doar din partea Consiliului Județean Dâmbovița.

#### A doua închidere
Pe data de 1 octombrie 2015, CFR Călători își reia activitatea pe tronsonul Târgoviște–Pietroșița. Operatorul privat Transferoviar Călători avea să își înceapă și acesta activitatea de la data de 15 octombrie pe întreaga rută. Ca o consecință a opririi activităților timp de 2 ani, mai multe căi ferate și treceri de căi ferate nu au mai fost reabilitate, trecerile de căi ferate neavând bariere, cauzând trenurile să meargă cu o viteză mai redusă decât de-obicei, cauzând la rândul său întârzieri ale trenurilor.
În februarie 2018, CFR anunță încetarea transportului de călători pe acest tronson, decizie care avea să aibă loc pe data de 1 martie 2018. Motivele invocate sunt asemănătoare motivelor precedente din 2013, tronsonul nefiind rentabil, având călători puțini, dar și probleme legate de infrastructură, precum eroziuni și surparea de taluz.

#### A treia închidere
La convingerile primarului Pietroșița și a mai multor politicieni din județ, CFR decide să redeschidă activitatea în septembrie 2018 cu o investiție de 1,7 milioane de lei.
Redeschiderea tronsonului de către CFR a durat doar un an. În august 2019, CFR anunță închiderea tronsonului Târgoviște–Pietroșița pe data de 15 decembrie, pe motiv că „trenurile au un grad redus de utilizare și provoacă pierderi”.
În decembrie 2019, după ce CFR a decis să renunțe la închiderea căii ferate Orăvița–Anina, s-a creat o petiție publică de către călătorii care foloseau tronsonul Târgoviște–Pietroșița, adresată CFR, pentru a anula decizia de închidere a rutei afectate.
În octombrie 2020, primarul Pietroșița anunță reluarea activităților pe acest tronson de la 1 ianuarie 2021. Transferoviar Călători confirmă ulterior reînceperea activităților pe întreaga cale ferată începând cu 13 decembrie 2020. CFR Călători nu și-a mai reluat activitatea pe acest tronson, rămânând să opereze doar pe tronsonul Titu–Târgoviște.

## Prelungirea căii ferate către Sinaia
Pentru mai multe detalii despre acest subiect, vedeți Tunelul Izvor.
Înaintea începerii Primului Război Mondial din 1914, regele Ferdinand împreună cu CFR, acceptă și aprobă prelungirea căii ferate Titu–Târgoviște–Pietroșița, care avea să conecteze Pietroșița de Sinaia. Această decizie a fost luată în mod strategic, în contextul în care urma să înceapă Primul Război Mondial, astfel permițând o deplasare rapidă între Țara Românească și Ardeal.

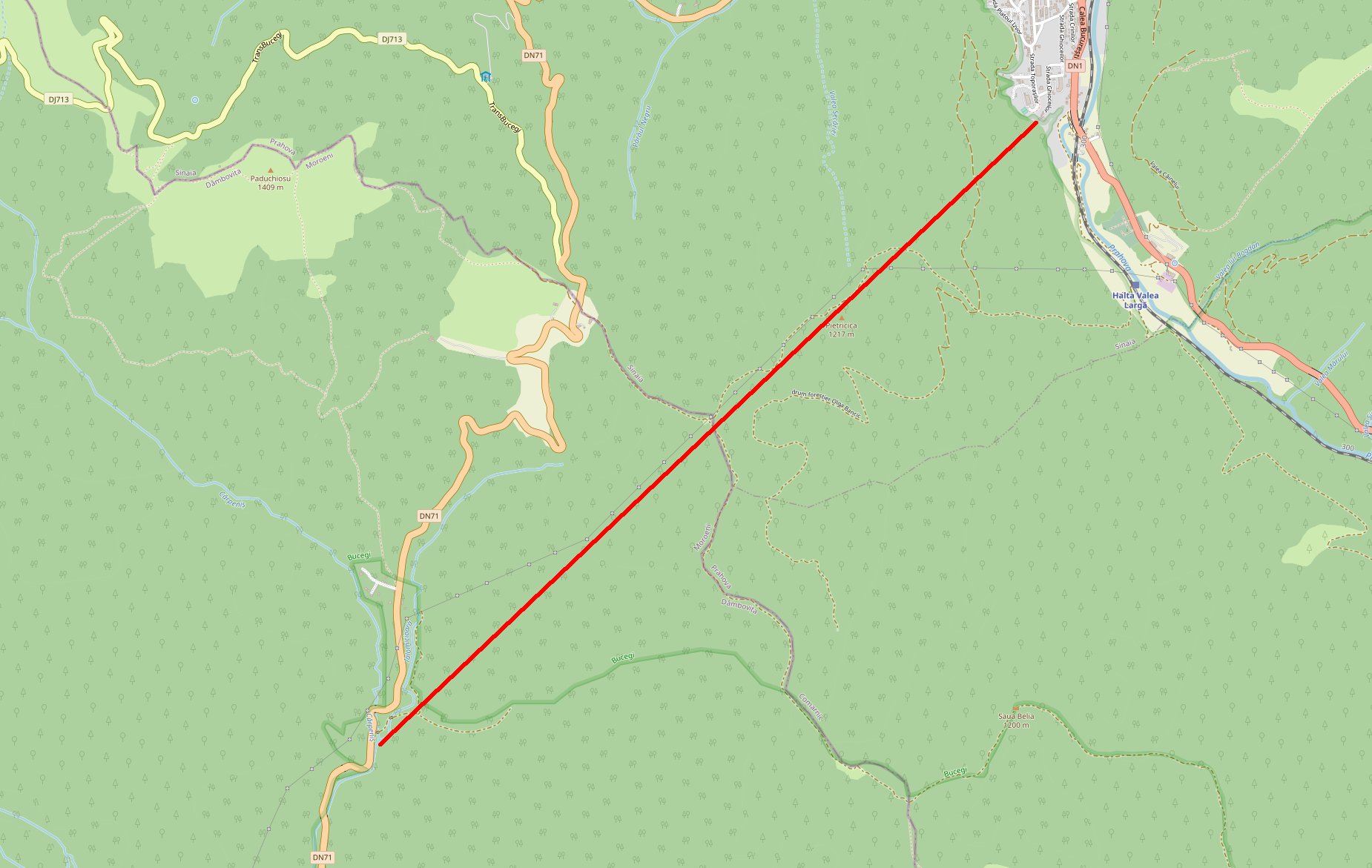
Proiecția aproximativă a tunelului.

Firma care avea să se ocupe de acest proiect era firma germană Julius Berger. Proiectul avea în plan un tunel care avea să pătrundă prin Munții Bucegi, mai exact prin Masivul Păduchiosul, proiectat ca o linie dreaptă cu o lungime de aproximativ 6 km.
Lucrarea a început în ianuarie 1914 în ambele capete ale tunelului, mai exact în Moroeni și Sinaia. Avea un termen de execuție de 28 de luni și se lucra în mai multe schimburi, fiecare schimb având 8 ore. Declanșarea Primului Război Mondial a oprit complet lucrările la tunel în august 1914.
Lucrările au reînceput prin 1938 dar șantierul a fost repede abandonat în 1939.
Lucrarea a rămas în stagiul de proiect până în 1941, odată cu prezența trupelor naziste pe teritoriul României. Din pricina faptului că România s-a aliat cu Germania Nazistă în Al Doilea Război Mondial, a devenit o țară importantă pentru Germania, deoarece România exporta o cantitate semnificativă de petrol pentru aceștia. Din acest motiv, Adolf Hitler, liderul Germaniei Naziste, îi cere mareșalului Ion Antonescu reînceperea lucrării pentru prelungirea căii ferate, permițând accesul la petrolul din Valea Prahovei pentru trupele naziste.
Lucrarea s-a sfârșit brusc odată cu schimbarea taberei a României și înfrângerea Germaniei la sfârșitul războiului. În total, s-au realizat 800 de metri săpați, tunelul având 5 metri înălțime și 4,8 metri lățime, dintre care, pe partea din Moroeni, 480 de metri au fost săpați, și doar 100 de metri betonați. Dacă proiectul s-ar fi finalizat în complet, tunelul ar fi avut aproximativ 20 de kilometri, și ar fi fost cel mai mare tunel feroviar din România.
Muncitorii care au luat parte la realizarea tunelului au fost de mai multe etnii, printre care români, nemți, ruși, cehi, rromi, unguri și bulgari, dar posibil și prizonieri de război.

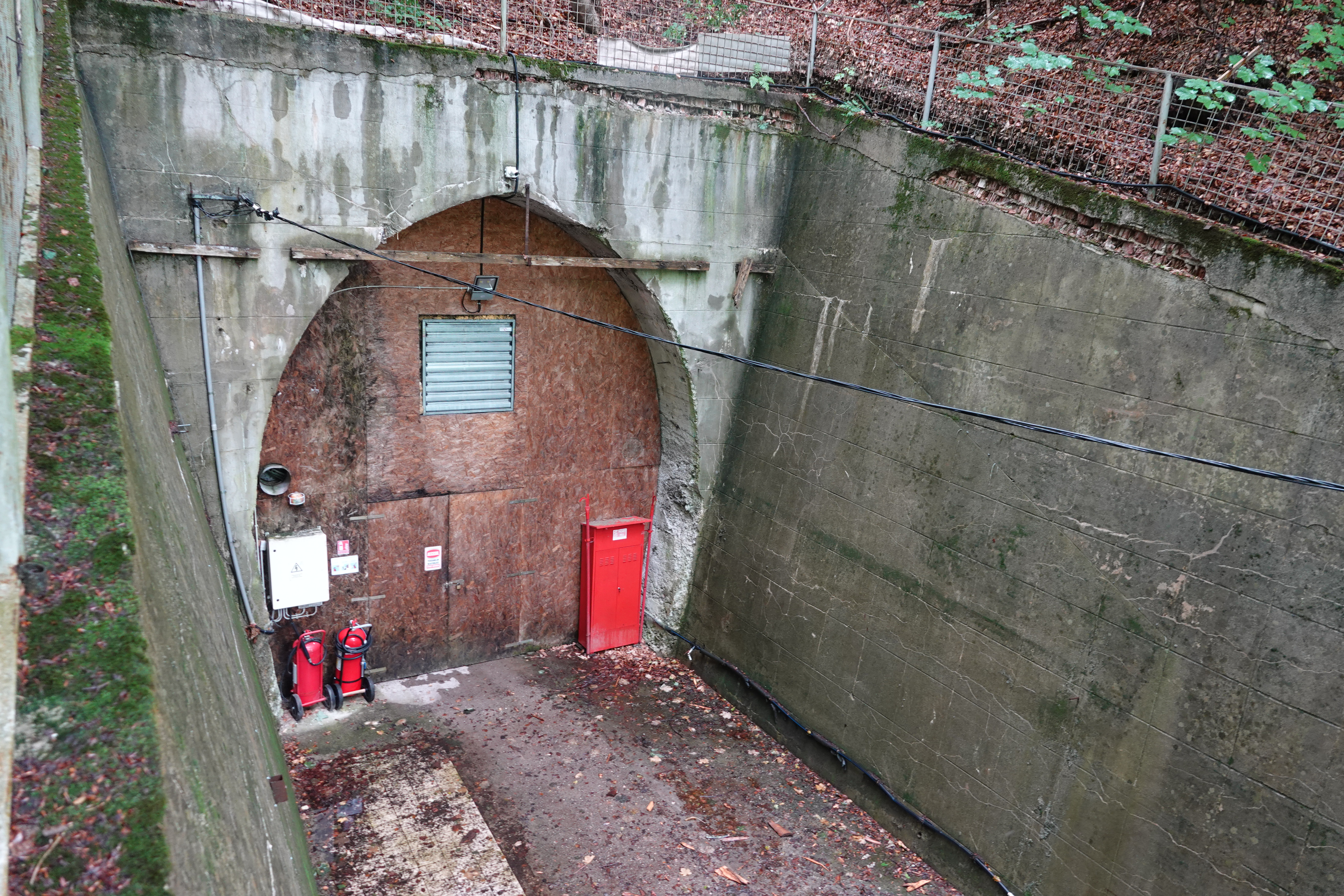
Intrarea în tunelul Izvor din Sinaia - Portalul Sinaia.

În 1984/1985, pe partea Moroeni, Securitatea a astupat intrarea tunelului din motive necunoscute. Din cauza lipsei de motiv, s-au creat zvonuri locale legat de astuparea intrării tunelului. Cel mai popular zvon este că trupele naziste au executat prizonieri sau muncitori în tunel, astfel fiind necesară acoperirea urmelor prin astuparea tunelului. În realitate, după părăsirea șantierului în 1914 de Julius Berger, aceștia au lăsat în urmă o locomotivă germană cu aer comprimat și un vagonet, Divizia de Patrimoniu CFR încercând să recupereze acestea, fără succes.
În 2015, echipa de telejurnal TVR au realizat un documentar despre tunelul Izvor, explorând cei 480 de metri săpați. Aceștia au descoperit că după 300 de metri s-a găsit o bifurcație, având o înfundătură la 25 de metri îndepărtare, datorată unei prăbușiri. Din 50 în 50 de metri în tunel, se puteau găsii găuri de refugiu în pereți. La finalul celor 480 de metri, jurnaliștii TVR dau de un zid de cărămidă, din care exista o gaură în perete, permițând echipa să treacă prin gaură și să exploreze încă 30 de metri, ajungând la un „munte” de noroi blocând calea, concluzionând faptul că tunelul nu a fost demolat, ci doar astupat cu noroi pentru a face trecerea imposibilă. De asemenea, la finalul tunelului se află emisii de gaze.
În prezent, doar partea tunelului din Sinaia este intact, totuși, este pe proprietate privată, actualmente deținută de o ciupercărie.

## Scurgerea de gaze de la Doicești 2024-2025
Între 10 și 20 octombrie 2024, respectiv, 1 și 10 noiembrie, o firmă de specialitate a realizat forarea unui puț de gaz aflat în Doicești, iar ulterior pe 11 noiembrie a fost tubat. La data de 13 noiembrie, în jurul orei 02:00, a avut loc o erupție din sol de unde a ieșit un jet de apă cu noroi, acompoaniat de gazul aflat în puț, posibil ca urmare a unei conducte avariate în urma lucrărilor. În decursul aceleiași zi, în jurul orei 11:00, echipajele ISU Dâmbovița își fac apariția la fața locului pentru monitorizarea și asigurarea zonei. Echipajele ISU au asigurat o zonă de 100 metri, măsurătorile efectuate de echipajul CBRN rezultând că nu ar fi pusă în pericol localanicii din zonă, deși măsurătorile erau indecise. Garda de Mediu a amendat firma care a realizat forarea, în special constatând că lucrarea a fost făcută fără un aviz autorizat. Amenzile au o sumă acumulată de 165.000 de lei. Refularea avea să continue pe parcursul săptămânii, martorii constatând apariția de „noroi de culoare gri”.
La data de 16 noiembrie, se constată o acumulare de gaz pe linia ferată, care era în aproprierea puțului. CJSU Dâmboviță anunță că tronsonul Doicești - Pietroșița va fi suspendată temporar, operată în momentul de față de operatorul Transferoviar Călători pentru transport de călători, și pentru transport de marfă.
La data de 21 martie 2025, după 4 luni de lipsă de comunicate, CJSU Dâmbovița redeschide parțial linia ferată între Doicești - Pietroșița doar pentru transportul de marfă, transportul de călători rămânând suspendat pe un termen nelimitat. Totodată, punga de gaz a fost ulterior determinată ca fiind „nici prea mare, nici prea mică”, dimensiunea reală a acesteia rămânând un mister.
La data de 30 iunie 2025, o petiție a fost creată, adresată IPJ Dâmbovița, ISU Dâmbovița și Transferoviar Călători, în scopul redeschiderii tronsonului Doicești - Pietroșița pentru transportul de călători, după ce se presupune că măsurătorile realizate în ultimele 2 luni de la data realizării petiției la zona afectată de gaz indicau valori de 0. Petiția a acumulat >1.000 de semnături în prima zi.